# Rândunică de stâncă
Rândunica de stâncă sau Rândunica cu fruntea albă (Petrochelidon pyrrhonota) este o specie de pasăre din familia Hirundinidae. Numele genului Petrochelidon derivă din greaca veche, petros care înseamnă „stâncă” și khelidon „rândunică”, iar denumirea specifică pyrrhonota provine de la purrhos care înseamnă „de culoarea flăcării” și -notos „cu spate”.
Rândunelele de stâncă sunt păsări cântătoare extrem de sociale care pot fi găsite în colonii mari de cuibărit, ajungând la peste 2.000 de cuiburi. Adesea sunt văzute zburând în stoluri mari în timpul migrației, căutând hrana peste câmpuri după insecte zburătoare sau stând cocoțate strâns împreună pe o sârmă la soare.

## Descriere

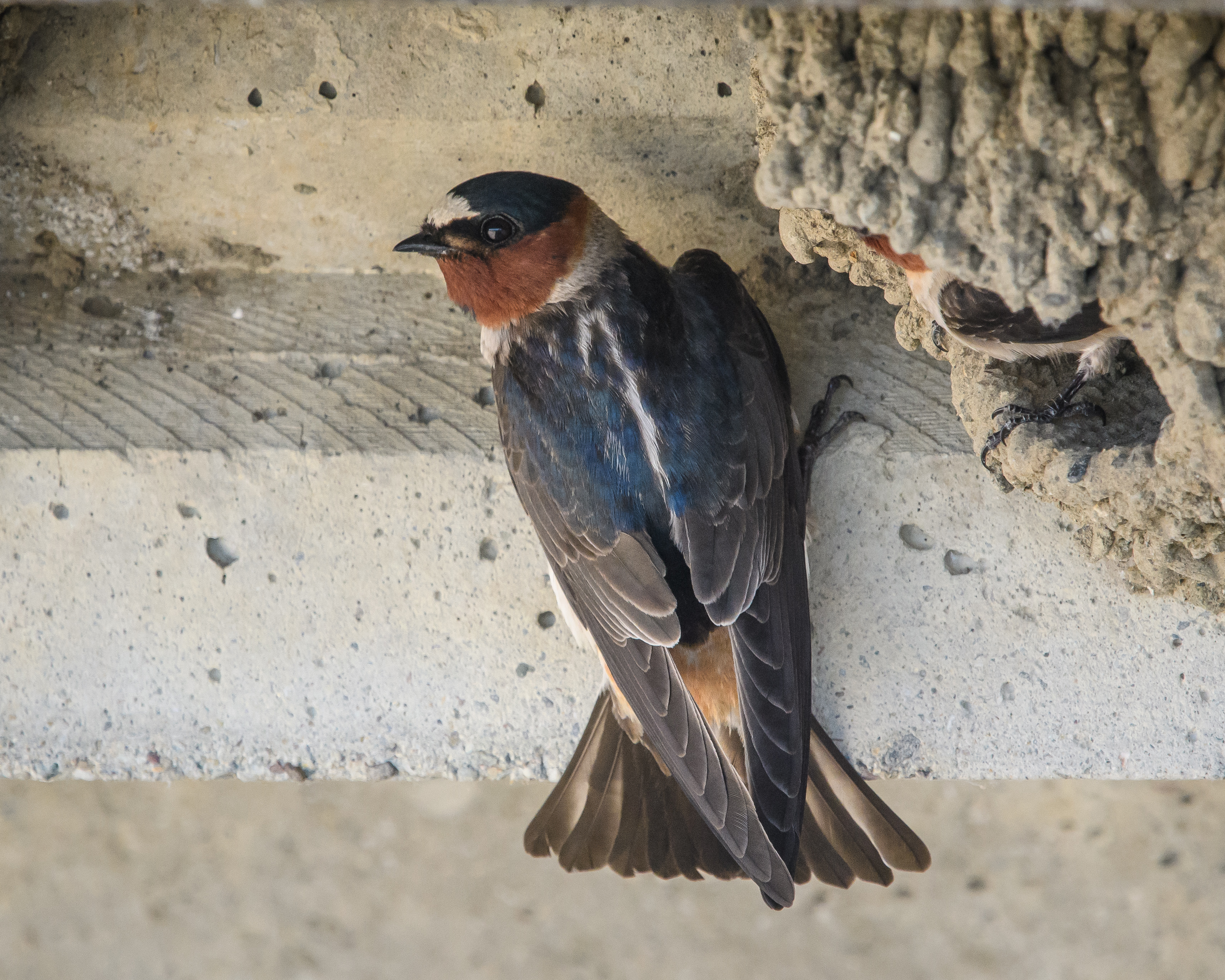
Petrochelidon pyrrhonota

Lungimea medie a corpului este de 13 cm, are picioare scurte și ciocul mic, cu aripi ascuțite, relativ lungi. Rândunelele de stâncă adulte au un penaj total maroniu închis care le acoperă atât spatele, cât și aripile și au o frunte albă caracteristică, gușă ruginie, gât întunecat, părți inferioare de culoare albă și o târtiță de culoare ocru deschis. În condiții bune de lumină, creștetul capului și penele mantalei sunt lucioase. Populația nordică este puțin mai mare în dimensiunea corpului și diferă, de asemenea, în semnele faciale, de populația mexicană de rândunele de stânci, care au o pată maro-ciocolată pe frunte.
Masculul și femela au penaj identic, prin urmare diferențierea lor trebuie făcută prin palparea cloacii. În timpul sezonului de reproducere, masculii vor avea o cloacă mai dura, care este mai pronunțată, deoarece veziculele seminale sunt umflate. În plus, în timpul incubației femelele își pierd penele de pe pieptul inferior creându-și un petic cald pentru a sta pe ouă. Rândunelele de stâncă au penajul asemănător cu speciile înrudite, dar nu au coada caracteristică în formă de furculiță a rândunicii de hambar proeminentă în timpul zborului. Rândunelele de stâncă au o coadă în formă de pătrat.
Rândunelele de stâncă juvenile au o culoare generală similară cu penajul corpului adulților, cu tonuri mai palide. Puilor le lipsesc penajele adulte lucioase, iar frunțile și gâtul lor au pete albe.

## Taxonomie
Rândunica de stâncă aparține celui mai mare ordin și grup dominant de păsări – Passeriformes. Toate speciile de păsări din acest ordin au 4 degete la picioare, 3 îndreptate înainte și unul îndreptat înapoi (anisodactile), care le permit să se cocoțeze cu ușurință. Subordinul căruia îi aparține rândunica de stâncă este Oscines (sau Passeri), pentru păsările cântătoare. Familia, care cuprinde 89 de specii de rândunele și lăstuni, Hirundinidae, include păsări care au corpuri mici, făcute pentru o mare agilitate și zbor rapid. Mai mult, cei din familia Hirundinidae au ciocuri scurte și plate pentru hrana lor în mare parte alcătuită din insecte, picioare mici pentru că își petrec mult timp în zbor și aripi lungi pentru un zbor eficient din punct de vedere energetic.
Există 5 subspecii de rândunică de stâncă care se disting în funcție de culoarea penajului, mărimea corpului și arealul – Petrochelidon pyrrhonota pyrrhonota, P. p. melanogaster, P. p. tachina, P. p. hypopolia, P. p. ganieri. În plus, pe baza unor studii moleculare au fost stabilite trei genuri de bază de hirundo: Hirundo sensu stricto, care conține rândunica de hambar; Cecropis, care conține rândunica roșcată; și Petrochelidon, care conține rândunica de stâncă. În cele din urmă, rândunica de peșteră a fost identificată ca fiind cea mai apropiată rudă vie din America de Nord a rândunicii de stâncă.

## Galerie

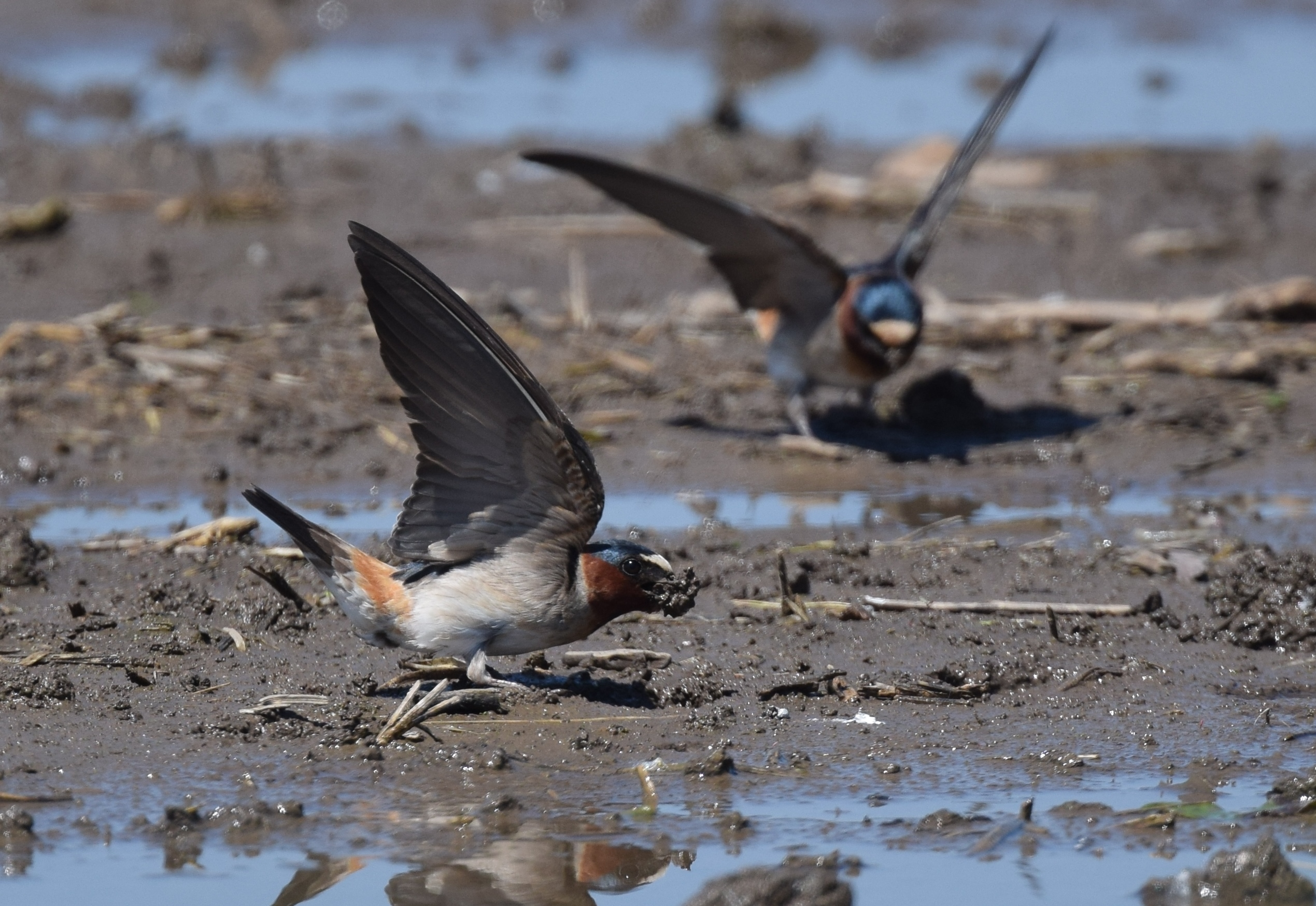
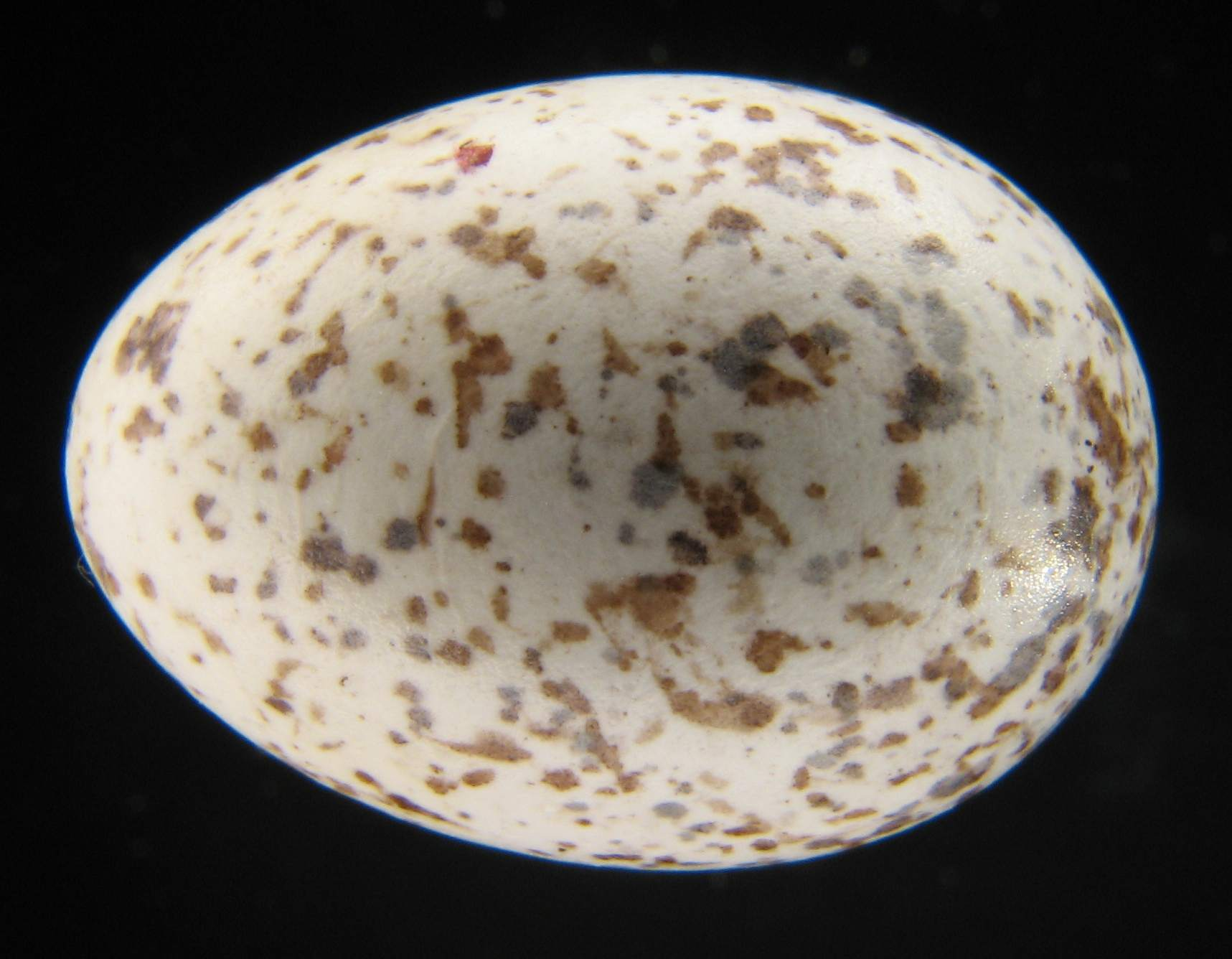
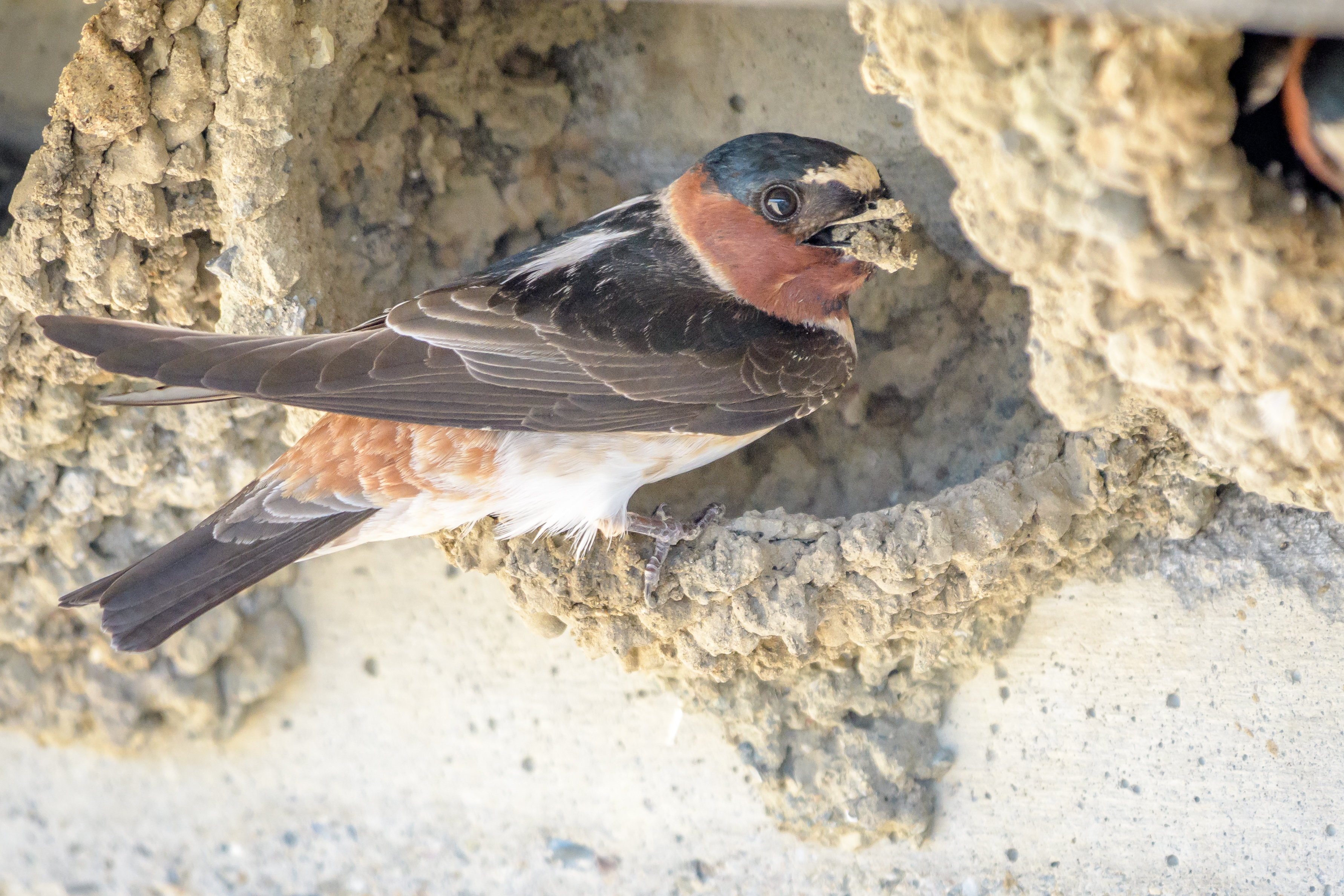